# Napometa
Napometa is een geslacht van spinnen uit de familie hangmatspinnen (Linyphiidae).

## Soorten
De volgende soorten zijn bij het geslacht ingedeeld:
- Napometa sanctaehelenae Benoit, 1977
- Napometa trifididens (O. P.-Cambridge, 1873)